# Chenopodium frutescens
Chenopodium frutescens är en amarantväxtart som beskrevs av Carl Anton von Meyer. Chenopodium frutescens ingår i släktet ogräsmållor, och familjen amarantväxter. Inga underarter finns listade i Catalogue of Life.